# ドアステッカー
ドアステッカーは、主に鉄道車両の客用ドアの窓ガラスに貼付されている、乗客に対して、手や腕などを開閉するドアにはさまれたり、戸袋に吸い込まれたりしないようにするための注意書きのシールのことである。広告媒体としても利用されている。

## 概要

### 形状
各鉄道事業者によって異なるが、直径15cm程度の円形（かつて関東地方の鉄道事業者に多かった、現在は京急の一部・新京成電鉄 小田急電鉄に残る）、あるいは1辺が10cm程度の四角形（主に中部・関西地方の鉄道事業者に多い）がある。
近年は首都圏の鉄道事業者においても、四角形もしくは長方形のタイプが増加傾向にあり（下記、各社の動向も参照のこと）、中部・関西地方においては首都圏に比べサイズが小型な傾向がある。

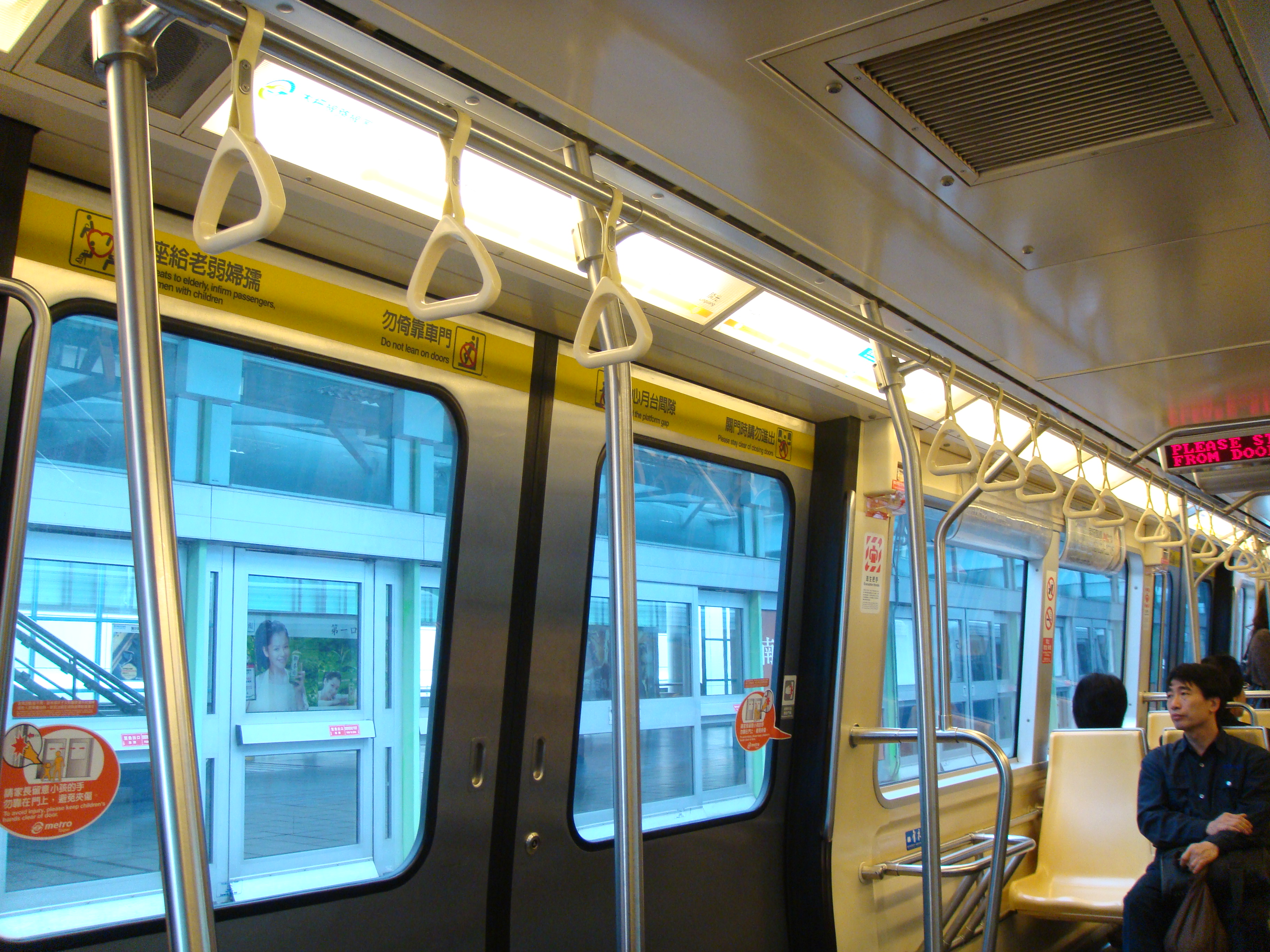
台北捷運VAL256型電車

### デザイン
「ドアにご注意」、「開くドアにご注意」、「扉にご注意」、「指にご注意」、「ドアーにご注意」などといった文字や、指が怪我をするイラストや動物等のキャラクターが描かれたものが多い。京王電鉄では沿線にサンリオピューロランドがある関係で、サンリオのキャラクターが1997年から2013年まで使用されていた。東京急行電鉄では1978年から子供の戸袋への引き込まれ事故を防止するためにガラス面の下部3分の1程を隠すステッカーを貼っていた が現在は取りやめている。
また、関西地方では、以前は「指づめご注意」（関西弁で、ドアや引出しなどに指をはさまれることを「指を詰める」という）と記載されていたが、関東の人が見た場合に特殊な用語を連想するためか、1980年代後半頃から関東式の「ドア（扉）にご注意」に変更されている。関西以外でも高松琴平電気鉄道で使用されていたが、こちらも文言が変更されている。

### 広告利用
ドアステッカー内の一部を広告スペースとして利用される場合も多い。近年では規格統一の観点から、注意喚起ステッカーと別で広告ステッカー（縦16.5cm・横20cm）が掲載される事が増えている。
現在では日本の殆どの鉄道事業者の車両に貼付されている。だが、その多くは窓ガラスの車体側に貼付されるため、長年貼付されているものについては退色・変色が進んでおり、何が表示されているかわかりづらいものもある。

## 平成以降の各社の動向

### 年表
各社の動きを以下に示す。なお新規開業に伴うステッカー新規導入は割愛する。
(新規：新規貼付、追加：追加貼付、表変：文章等表記変更、新変：新造車・更新車への新デザイン貼付、交換：従来車の新デザイン交換、廃止：旧デザイン版廃止)
- 1989年
  - 京王帝都電鉄（現：京王電鉄） (追加)[4]
- 1990年
  - 営団地下鉄(現：東京メトロ) (新規)
- 1991年
  - 営団地下鉄 (交換)
- 1996年
  - 京王帝都電鉄 (廃止)
  - 京成電鉄 (交換)
- 1997年
  - 京王帝都電鉄 (交換)
    - サンリオキャラクター「ハローキティ」のデザイン導入
- 1999年
  - 京阪電気鉄道 (交換)
- 2000年
  - 東京都交通局（都営地下鉄） (交換)
- 2002年
  - 東京急行電鉄 (表変)
    - 「あぶないヨ！」から「ひらくドアにごちゅういください。」に表記変更

  - 小田急電鉄 (交換) [5]
  - 高松琴平電気鉄道 (交換)
    - 新イメージキャラクター「イルカのことちゃん」のデザイン導入
- 2004年
  - 東葉高速鉄道 (新変) 
    - 2000系新造による新デザイン導入
- 2007年
  - 東京地下鉄 (東京メトロ) (交換) 
    - イメージキャラクター「メトポン」のデザイン導入

  - 東武鉄道 (表変)
- 2008年
  - 首都圏新都市鉄道（つくばエクスプレス） (新規)
- 2009年
  - 京成電鉄 (交換)
    - 京成カードのキャラクター「京成パンダ」のデザイン導入

  - 北総鉄道 (交換)
    - 京成電鉄と同デザインに変更

  - 西武鉄道 (交換)
    - 矢印表記のみのデザイン導入
- 2010年
  - 多摩都市モノレール (交換)
  - 西武鉄道 (追加)
    - 30000系をあしらったキャラクターのデザイン導入
- 2011年
  - 東京急行電鉄 (表変)
    - 車外側に駆け込み乗車禁止の表示追加

  - 横浜高速鉄道 (交換) 
    - 東京急行電鉄同デザインからオリジナルデザインに変更

  - 京浜急行電鉄 (新規)
    - 日英中韓四ヵ国語表記のデザイン導入[6]
- 2012年
  - 西武鉄道 (廃止) 
    - 矢印のみのステッカー廃止
- 2013年
  - 京王電鉄 (交換)
    - ハローキティデザインから、京王電鉄イメージキャラクター「けい太くん」(井の頭線は「いのかしら7きょうだい」)のデザインに変更
- 2015年
  - 相模鉄道 (交換)
    - マスコットキャラクター「そうにゃん」のデザイン導入

  - 東京都交通局（都営地下鉄） (交換)
    - 都電荒川線イメージキャラクター「とあらん」のデザイン導入

  - 東京地下鉄（東京メトロ） (交換)
    - メトポンデザインから通常イラストデザインに変更

  - 阪神電気鉄道 (交換)
- 2016年
  - 京王電鉄 (交換)
    - 窓ガラス下部貼付の丸型から戸袋寄り貼付の縦長方形型に変更

  - 相模鉄道 (新変)
    - 長方形タイプに変更

### 備考
- JR東日本（首都圏）および東京臨海高速鉄道では、車外側が駆け込み乗車禁止の表示、車内側が広告となっている。[7] また京葉線や武蔵野線、横浜線など一部線区の車両では、独自のドア注意喚起ステッカーが合わせて貼り付けされている。
- JR西日本では、2007年から従来のドアステッカーに加え、ドア窓下部の戸袋よりに「さわるな」のピクトグラムのステッカーを、ドア内側戸袋寄りに「開くドアにご注意」のステッカーを上下に2箇所（下部のものは子供向けに全てひらがな表記）貼付している[8]。泉北高速鉄道[9]、北大阪急行電鉄、山陽電気鉄道、大阪モノレール[10]、Osaka Metro[11]、阪神電気鉄道でも、JRに倣って戸袋部の注意喚起ステッカーが貼付されている。
- 阪急電鉄では2003年頃からドアステッカーを廃止し広告のみとなっていたが、近年JRに倣って戸袋部の注意喚起ステッカーが貼付されている。

## その他
- 東京湾フェリー[12] ではフェリーのデッキと客室間のドアに京浜急行電鉄のドアステッカーが貼られていた。しかし現在では撤去されている。